# Parti de la liberté du Sri Lanka
Le Parti de la liberté du Sri Lanka (en anglais : Sri Lanka Freedom Party, en singhalais : ශ්‍රී ලංකා නිදහස් පක්‍ෂය  (Sri Lanka Nidahas Pakshaya), en tamoul : இலங்கை சுதந்திரக் கட்சி (Ilaṅkai cutantirak kaṭci)), régulièrement abrégé SLFP, est l'un des deux principaux partis politiques du Sri Lanka. 
Fondé par Solomon Bandaranaike en 1951, sa première accession au pouvoir remonte aux élections de 1956, et a été le parti de la majorité à de nombreuses occasions. Il est généralement considéré comme ayant un programme de centre gauche progressiste et est souvent associé avec des partis nationalistes cingalais. 
Il est le parti majeur de l'Alliance de la liberté du peuple uni. Le chef actuel du Sri Lanka Freedom Party est Maithripala Sirisena, président du Sri Lanka de 2015 à 2019 et successeur de Mahinda Rajapakse.

## Histoire

### Dominion de Ceylan
Après l'indépendance, le SLFP représente une forme de socialisme non révolutionnaire et de politique de non alignement, fortement liés aux pays socialistes.
Le SLFP remporte les élections de 1956 permettant à son fondateur et leader, Solomon Bandaranaike, d'occuper le poste de Premier ministre du Sri Lanka. Après son assassinat en 1959 par un moine bouddhiste cingalais, sa veuve, Sirimavo Bandaranaike, remporte les élections et est nommée Premier ministre, devenant ainsi la première femme au monde à être élue chef de gouvernement. 

### République du Sri Lanka
En 1972, Sirimavo Bandaranaike sort le dominion de Ceylan du Commonwealth, et transforme le pays en République pour s’émanciper du Royaume-Uni. Cela a des conséquences désastreuses pour l'économie du pays, et le SLFP perd les élections de 1977.
Ce n'est qu'en 1994 que le SLFP renoue avec le succès électoral mené par Chandrika Kumaratunga, fille de Solomon et Sirimavo Bandaranaike. Pendant ses mandats de Présidente de la république, de 1994 à 2005, elle mène une politique économique plus libérale que ses prédécesseurs. Cependant, des problèmes économiques et l'incapacité du SLFP à mettre fin à la guerre civile en faisant aboutir les négociations avec le LTTE, lui font perdre les élections législatives de 2001.
Lors des élections législatives du 2 avril 2004, le parti est leader de l'Alliance de la liberté du peuple uni, qui remporte 45,6 % des votes, soit 105/225 sièges. Après les élections, le parti accède au pouvoir avec Mahinda Rajapakse comme Premier ministre, qui est ensuite élu président le 17 novembre de la même année avec 50,3 % des votes, bien que n'étant soutenu que par une partie de son parti à cause d'une scission.
Confortés par la victoire sur les LTTE en 2009, le SLFP et Rajapakse restent au pouvoir jusqu'en janvier 2015, date à laquelle ce dernier qui brigue un troisième mandat, convoque des élections présidentielles anticipées. Il y est opposé à un de ses anciens ministres également membre du SLFP, Maithripala Sirisena. Ce dernier remporte les élections face à Rajapakse de plus en plus discrédité par des affaires de népotisme, de corruption et des dérives autoritaires. Au mois d'août suivant, le SLFP perd les élections législatives.

## Résultats électoraux

### Élections présidentielles
| Année | Candidat              | Voix      | %       | Rang |
| ----- | --------------------- | --------- | ------- | ---- |
| 1982  | Hector Kobbekaduwa    | 2 548 438 | 39,07 % | 2e   |
| 1988  | Sirimavo Bandaranaike | 2 289 860 | 44,95 % | 2e   |
| 1994  | Chandrika Kumaratunga | 4 709 205 | 62,28 % | 1re  |
| 1999  | Chandrika Kumaratunga | 4 312 157 | 51,12 % | 1re  |
| 2005  | Mahinda Rajapakse     | 4 887 152 | 50,29 % | 1re  |
| 2010  | Mahinda Rajapakse     | 6 015 934 | 57,88 % | 1re  |
| 2015  | Mahinda Rajapakse     | 5 768 090 | 47,58 % | 2e   |
| 2015  | Maithripala Sirisena  | 6 217 162 | 51,79 % | 1re  |

### Élections législatives
| Année   | Dirigeant               | Voix      | %     | Rang | Sièges    | Alliance                                          |
| ------- | ----------------------- | --------- | ----- | ---- | --------- | ------------------------------------------------- |
| 1952    | Solomon Bandaranaike    | 361 250   | 15,52 | 2e   | 9 / 95    |                                                   |
| 1956    | Solomon Bandaranaike    | 1 046 277 | 39,52 | 1er  | 51 / 95   | Mahajana Eksath Peramuna                          |
| 03/1960 | Sirimavo Bandaranaike   | 647 175   | 21,28 | 2e   | 46 / 151  |                                                   |
| 07/1960 | Sirimavo Bandaranaike   | 1 022 171 | 33,22 | 1er  | 75 / 151  |                                                   |
| 1965    | Sirimavo Bandaranaike   | 1 221 437 | 30,18 | 2e   | 41 / 151  |                                                   |
| 1970    | Sirimavo Bandaranaike   | 1 839 979 | 36,86 | 1er  | 91 / 151  |                                                   |
| 1977    | Sirimavo Bandaranaike   | 1 855 331 | 29,72 | 3e   | 8 / 168   |                                                   |
| 1989    | Sirimavo Bandaranaike   | 1 785 369 | 31,90 | 2e   | 67 / 225  |                                                   |
| 1994    | Chandrika Kumaratunga   | 3 887 823 | 48,94 | 1er  | 105 / 225 | People's Alliance                                 |
| 2000    | Chandrika Kumaratunga   | 3 900 901 | 45,11 | 1er  | 107 / 225 | People's Alliance                                 |
| 2001    | Chandrika Kumaratunga   | 3 330 815 | 37,19 | 2e   | 77 / 225  | People's Alliance                                 |
| 2004    | Chandrika Kumaratunga   | 4 223 970 | 45,60 | 1er  | 105 / 225 | Alliance de la liberté du peuple uni              |
| 2010    | Mahinda Rajapaksa       | 4 846 388 | 60,33 | 1er  | 144 / 225 | Alliance de la liberté du peuple uni              |
| 2015    | Maithripala Sirisena    | 4 732 664 | 42,38 | 2e   | 95 / 225  | Alliance de la liberté du peuple uni              |
| 2020    | Maithripala Sirisena    | 66 579    | 0,57  | 9e   | 1 / 225   | Sri Lanka People's Freedom Alliance (en)          |
| 2024    | Nimal Siripala de Silva |           |       |      | / 225     | Samagi Jana Balawegaya Nouveau Front démocratique |